# Бубнич, Игор
Игор Бубнич (хорв. Igor Bubnjić; 17 июля 1992 года, Сплит) — хорватский футболист, играющий на позиции центрального защитника.

## Клубная карьера
Игор Бубнич начинал свою карьеру футболиста в клубе «Славен Белупо». Первую половину сезона 2011/12 он на правах аренды провёл за команду Третьей лиги «Копривница». 16 марта 2012 года Бубнич дебютировал в хорватской Первой лиге, выйдя на замену в конце домашнего матча против «Осиека». 6 мая 2012 года он впервые забил на высшем уровне, сравняв счёт в концовке гостевого поединка против «Риеки». Летом 2013 года Бубнич перешёл в итальянский «Удинезе». 15 сентября 2013 года он дебютировал в итальянской Серии А, выйдя на замену в домашнем поединке против «Болоньи». В Италии он редко появляется на поле, в том числе когда играл на правах аренды за новичка итальянской Серии А «Карпи» в сезоне 2015/16.

## Карьера в сборной
10 июня 2013 года Игор Бубнич дебютировал за сборную Хорватии, заменив защитника Ведрана Чорлуки на 87-й минуте товарищеского матча со сборной Португалии.